# クイン・プリースター
チャールズ・クイン・プリースター（Charles Quinn Priester, 2000年9月15日 - ）は、アメリカ合衆国イリノイ州デュページ郡グレンデールハイツ出身のプロ野球選手（投手）。右投右打。MLBのミルウォーキー・ブルワーズ所属。

## 経歴

### プロ入りとパイレーツ時代
2019年のMLBドラフト1巡目（全体18位）でピッツバーグ・パイレーツから指名され、6月10日に契約金340万ドルで入団した。なお、契約しない場合はテキサスクリスチャン大学へ進学の予定であった。契約後、傘下のルーキー級ガルフ・コーストリーグ・パイレーツでプロデビュー。A-級ウェストバージニア・ブラックベアーズでもプレーし、2チーム合計で9試合（先発8試合）に登板して1勝1敗、防御率3.19、41奪三振を記録した。
2020年はCOVID-19の影響でマイナーリーグの試合が開催されなかったため、公式戦の登板は無かった。
2021年はA級グリーンズボロ・グラスホッパーズでプレーし、20試合に先発登板して7勝4敗、防御率3.04、98奪三振を記録した。
2022年はA級ブレイデントン・マローダーズ、A+級グリーンズボロ、AA級アルトゥーナ・カーブ、AAA級インディアナポリス・インディアンスでプレーし、4チーム合計で19試合に先発登板して5勝5敗、防御率3.29、89奪三振を記録した。オフにはアリゾナ・フォールリーグに参加し、サプライズ・サグアロスに所属した。
2023年は開幕をAAA級インディアナポリスで迎え、7月17日にメジャー契約を結んでアクティブ・ロースター入りした。同日のクリーブランド・ガーディアンズ戦にて先発でメジャーデビュー（5.1イニングを7失点で敗戦投手）。10試合（先発8試合）に登板して3勝3敗、防御率7.74、36奪三振を記録した。

### レッドソックス時代
2024年7月29日にニック・ヨークとのトレードで、ボストン・レッドソックスへ移籍した。移籍直後の7月30日にAAA級ウースター・レッドソックスに配属され、9月29日にメジャー昇格。同日に本拠地フェンウェイ・パークで行われたタンパベイ・レイズ戦に先発登板して5回を4安打、1失点の好投で移籍後初勝利を挙げたものの、結果的にこれがレッドソックスでは唯一の勝利となった。この年は最終的に2チーム合計で11試合（先発7試合）に登板して3勝6敗、防御率7.71、33奪三振を記録した。
2025年の開幕はマイナーで迎え、3月23日にAAA級ウースターに配属された。

### ブルワーズ時代
2025年4月7日にヨフェリー・ロドリゲスと戦力均衡ドラフト（ラウンドA）の指名権及び後日発表選手または金銭とのトレードで、ミルウォーキー・ブルワーズに移籍した。後日発表選手は5月5日にジョン・ホロベス（トレード時点でA+セイラム・レッドソックス所属）と発表されている。

## 選手としての特徴
ドラフト指名当初、2種類の速球とカーブの成熟度は高校生離れしているとの評判だった。チェンジアップの精度向上が課題と言われている。

## 詳細情報

### 年度別投手成績
| 年 度    | 球 団    | 登 板 | 先 発 | 完 投 | 完 封 | 無 四 球 | 勝 利 | 敗 戦 | セ 丨 ブ | ホ 丨 ル ド | 勝 率 | 打 者 | 投 球 回 | 被 安 打 | 被 本 塁 打 | 与 四 球 | 敬 遠 | 与 死 球 | 奪 三 振 | 暴 投 | ボ 丨 ク | 失 点 | 自 責 点 | 防 御 率 | W H I P |
| -------- | -------- | ----- | ----- | ----- | ----- | -------- | ----- | ----- | -------- | ----------- | ----- | ----- | -------- | -------- | ----------- | -------- | ----- | -------- | -------- | ----- | -------- | ----- | -------- | -------- | ------- |
| 2023     | PIT      | 10    | 8     | 0     | 0     | 0        | 3     | 3     | 0        | 0           | .500  | 234   | 50.0     | 58       | 12          | 27       | 0     | 3        | 36       | 5     | 0        | 43    | 43       | 7.74     | 1.70    |
| 2024     | PIT      | 10    | 6     | 0     | 0     | 0        | 2     | 6     | 0        | 0           | .250  | 201   | 44.2     | 52       | 7           | 13       | 0     | 2        | 31       | 1     | 0        | 29    | 25       | 5.04     | 1.46    |
| 2024     | BOS      | 1     | 1     | 0     | 0     | 0        | 1     | 0     | 0        | 0           | 1.000 | 20    | 5.0      | 4        | 0           | 1        | 0     | 1        | 2        | 0     | 0        | 1     | 1        | 1.80     | 1.00    |
| '24計    | BOS      | 11    | 7     | 0     | 0     | 0        | 3     | 6     | 0        | 0           | .333  | 221   | 49.2     | 56       | 7           | 14       | 0     | 3        | 33       | 1     | 0        | 30    | 26       | 4.71     | 1.41    |
| MLB：2年 | MLB：2年 | 21    | 15    | 0     | 0     | 0        | 6     | 9     | 0        | 0           | .400  | 455   | 99.2     | 114      | 19          | 41       | 0     | 6        | 69       | 6     | 0        | 73    | 69       | 6.23     | 1.56    |

- 2024年度シーズン終了時

### 年度別守備成績
| 年 度 | 球 団 | 投手（P） | 投手（P） | 投手（P） | 投手（P） | 投手（P） | 投手（P） |
| 年 度 | 球 団 | 試 合     | 刺 殺     | 補 殺     | 失 策     | 併 殺     | 守 備 率  |
| ----- | ----- | --------- | --------- | --------- | --------- | --------- | --------- |
| 2023  | PIT   | 10        | 10        | 3         | 0         | 0         | 1.000     |
| 2024  | PIT   | 10        | 4         | 4         | 2         | 0         | .800      |
| 2024  | BOS   | 1         | 3         | 0         | 0         | 0         | 1.000     |
| '24計 | BOS   | 11        | 7         | 4         | 2         | 0         | .846      |
| MLB   | MLB   | 21        | 17        | 7         | 2         | 0         | .923      |

- 2024年度シーズン終了時

### 背番号
- 64（2023年 - 2024年7月28日）
- 68（2024年9月29日）
- 46（2025年 - ）